# Хеј, Арнолд!
Хеј, Арнолд! (енгл. Hey Arnold!) је америчка анимирана хумористичка серија коју је креирао Крег Бартлет за телевизијску мрежу Никелодеон. Премијерно је емитована 7. октобра 1996. године, а последња епизода приказана је 8. јуна 2004.
Серија прати свакодневни живот дечака Арнолда Шортмана, ученика четвртог разреда, који живи са својим бабом и дедом у старом, густо насељеном градском кварту у измишљеном граду Хилвуду. Радња епизода углавном се врти око Арнолдових доживљаја у урбаном окружењу — од комичних догодовштина са другарима до различитих животних ситуација које носи одрастање у великом граду. Иако је Арнолд централни лик, многе епизоде посвећене су и другим становницима Хилвуда — било да је реч о главним, споредним или епизодним ликовима.

## Ликови

### Арнолд Филип Шортман
Арнолд Филип Шортман је главни лик анимиране серије Хеј, Арнолде!  Арнолд је деветогодишњи дечак маштовитог духа и идеалистичког погледа на свет, који често делује зрелије од својих вршњака. Увек се труди да поступа исправно и види најбоље у људима. Живи са својим дедом Филом и бабом Герти у пансиону „Сансет Армс“, у измишљеном граду Хилвуду. Његови родитељи, Мајлс и Стела, нестали су током путовања у Сан Лоренцо када је Арнолд био веома мали.
Арнолд често помаже другима, чак и онда када то није рационално, и важи за емоционалну и моралну ослону тачку у свом окружењу — како у породици, тако и међу пријатељима. Његов најбољи пријатељ је Џералд Џохансен, са којим се познаје још од предшколског узраста.
Током серије, Арнолд има симпатије према Рут МекДугал и Лили Сојер, али је његов најзначајнији однос са Хелгом Патаки — другарицом из разреда која га тајно воли, али га због тога често малтретира. Арнолд не зна за њена осећања током већег дела серије. У филму Хеј Арнолд!: Филм, Хелга му признаје љубав, али касније повлачи изјаву. У наставку Хеј Арнолд!: Закон Џунгле, Арнолд јој узвраћа осећања након што му помаже да пронађе родитеље, што симболично означава почетак њихове везе.

### Хелга Џералдин Патаки
Хелга Џералдин Патаки је један од главних ликова у анимираној серији Хеј, Арнолде! Хелга је деветогодишња девојчица оштрог језика, грубог понашања и саркастичног става, која пред другима глуми насилницу и хулигана, али у себи носи дубока и сложена осећања — пре свега према Арнолду, у кога је тајно заљубљена.
Иако га редовно задиркује и омаловажава, Хелга га у потаји обожава до опсесије — у соби држи светилишта посвећена Арнолду и пише поезију инспирисану њиме. Њена најчешћа узречица је „О, јадна ми ја!“ (енгл. Criminy!), коју често изговара у стресним ситуацијама.
Хелга потиче из породице у којој је често занемаривана. Њен отац Боб је заокупљен послом и фаворизује њену старију сестру Олгу, савршену и амбициозну студенткињу, док је мајка Миријам често одсутна, уморна и наклоњена алкохолу (иако пиће назива „смудијем“). Хелга родитеље не ословљава са „мама“ и „тата“, већ користи њихова имена. Осећа дубоку љубомору и огорченост према Олги, али је у неким епизодама показивала и бригу и нежност према њој.
Упркос свом грубом понашању, Хелга је изузетно интелигентна и талентована, нарочито у писању поезије. У епизоди Helga on the Couch открива се да је Арнолд једини који је икада показао доброту према њој у детињству, што је трајно утицало на њена осећања.
У филму Hey Arnold!: The Jungle Movie, Хелга има кључну улогу у потрази за Арнолдовим родитељима. У том процесу коначно му признаје своја осећања, помаже му да се избори са противницима и спасе родитеље. Користећи свој медаљон са Арнолдовом сликом, успева да активира уређај који ослобађа лек за „болест спавања“. На крају филма, Арнолд јој узвраћа осећања и пољубац, што означава почетак њихове везе, иако Хелга и даље у јавности глуми равнодушност како би сачувала имиџ „опасне девојчице“.
Креатор серије Крег Бартлет је у интервјуу из 2018. открио да је изглед Хелге делимично инспирисан млађом Фридом Кало.

### Џералд Мартин Џохансен
Џералд Мартин Џохансен је један од главних ликова у анимираној серији Хеј, Арнолд! Он је најбољи пријатељ Арнолда и има девет година.
Џералд је паметан, сналажљив и спортски активан дечак, познат по свом опуштеном ставу и оданости пријатељима. Иако мање одговоран од Арнолда, важи за стабилног другара и познаје га још од вртића. У школи је председник одељења и често себе доживљава као „фрајера“ — што његови другови углавном и прихватају.
Познат је по томе што редовно приповеда „урбане легенде“, тајанствене приче из града које сазнаје од свог изворa по имену „Фаци Папуча“. Те приче често имају поуку или служе као увод у авантуру.
Џералд је лако препознатљив по својој високој фризури и црвеној мајици са бројем 33, који носи и на спортским дресовима. Има симпатију према Фиби, која му узвраћа осећања. У филму Хеј Арнолд!: Закон Џунгле, приказани су како се држе за руке, што указује да су постали пар.

## Синхронизација
Оригинална серија Хеј, Арнолд! синхронизована је на српски језик у продукцији телевизије Б92, а реализацију је водио Ђорђе Лукић – Рахаја. Синхронизација је реализована 2006. године. Гласове главним ликовима позајмљивали су:
- Димитрије Стојановић – Арнолд
- Владислава Ђорђевић – Ваца – Хелга и већина женских ликова
- Жика Миленковић – Џералд

Анимирани филм Хеј, Арнолд!: Филм синхронизован је у продукцији студија Так, док је реализацију гласовне поделе извео ансамбл Квартет Амиго. У овој верзији гласове су позајмљивали:
- Татјана Станковић – Арнолд
- Виолета Пековић – Џералд и Хелга
- Небојша Буровић и Горан Пековић – гласови одраслих мушких ликова